# 诃莎多
诃莎多，又作象宿，是印度占星学二十七宿（纳沙特拉）之一，与中国二十八宿的轸宿相对应。
诃莎多由月曜统治，守护神为太阳神苏利耶。它的联络星是轸宿一（乌鸦座γ）。
传统上，印度人为婴儿取名会以其出生时月亮所在的宿为依据，其名字的首字母是与这一宿对应的四个梵文字母之一。与诃莎多相应的梵文字母分别为。